# Neofolklore
El Neofolklore o Neofolclor es un género musical chileno nacido a finales de la década de 1950, a partir de la estilización del folclore tradicional. Esto dio lugar a un verdadero «boom» folclórico chileno que se mantendría hasta el golpe militar de 1973.

## Historia
Surgido de forma contemporánea a la Nueva ola, el neofolclore fue, un cruce entre el folclor y la nueva ola. No en vano recibió a menudo el nombre familiar de «nueva ola folclórica» y sus figuras alcanzaron grados de popularidad Iguales a los de los cantantes nuevaoleros de moda; sin embargo, al mismo tiempo compartió con la posterior Nueva Canción la raíz folclórica y el afán de renovar esas fuentes. recibieron la influencia de autores como Raúl de Ramón, uno de los tempranos músicos chilenos interesados en el folclor de otros países americanos
El neofolklore surgiría a partir de la explosión folclórica que se comenzaba a producir en Argentina cuando grupos como Los Huanca Hua o Los Trovadores del Norte cambiaron de golpe la forma en la que se cantaba la música tradicional, introduciendo en sus interpretación el uso de la polifonía, colocando el protagonismo de las canciones en las voces.
Además el neofolclore rescataría ritmo y danzas que hasta ese minuto eran ignoradas dentro del folklore tradicional, danzas como "La Sirilla" "la Pericona" o "la Refalosa" serían rescatadas y nuevamente popularizadas.
El principal grupo y  el que se suele considerar como el fundador de este movimiento fueron Los Cuatro Cuartos. que entre sus integrantes contó con tres figuras señeras del movimiento: el principal arreglador vocal Héctor Raúl Morales, el compositor Guillermo Bascuñán y el cantante Pedro Messone. 
Otros grupos como "Los de Santiago" "Los Paulos" "Los De las Condes" "Los de la Escuela" "Los del Sendero", "Los del Pillán", expandieron el movimiento, Solistas que no se incluyen dentro del neofolklore como Ginette Acevedo o Lorenzo Valderrama igualmente hicieron lo propio al interpretar y popularizar ambos famosas canciones Correntinas o Litoraleñas argentinas, valses peruano y Guaranias del Paraguay. 
Este movimiento como se mencionó anteriormente, adoptó también ritmos tradicionales de otros países como Paraguay, Argentina y en menor medida del Perú. Se popularizaron difundió la Galopera, la Guarania paraguaya y la música litoraleña Argentina.

## Apogeo
En 1963 Los Cuatro Cuartos lanzan su primer sencillo, Del que es desprende su primer éxito la canción argentina "Juan Paye" Que rápidamente se coloca en lo más alto de los rankings radiales de la época, de ahí en más los éxitos no pararían, éxitos como la cueca "Adiós Santiago Querido" y la tonada "Que bonita va" consolidarían su liderazgo en el movimiento. Sería el festival de Viña la principal vitrina que año a año daría a conocer nuevos grupo y nuevo éxitos. Otro festival importante para la difusión de grupos folclóricos sería el festival de la Patagonia en el sur de Chile.
En 1966 el tema chileno "El Corralero" de Sergio Sauvalle traspaso las fronteras,  fue versionado por el folclorista argentino Hernan Figueroa Reyes que lograría el número 1 en los ranking argentinos. Pedro Messone sería el gran gran galán de este movimiento, pasaría por varias agrupaciones antes de que en 1967 grabara finalmente como solista, contaría con el apoyo artístico del eximio Guillermo "Williy" Bascuñán otra de las figuras claves del movimiento. Temas como "El solitario" "El Ovejero" ambos de Bascuñana e interpretadas por Messone lograrían gran éxito.
A principios de los 70 se logra un reimpulso del movimiento con la llegada de agrupaciones como Jorge Yáñez y los Moros y Los Patricios que aunque no son considerados parte del neofolklore si tienen resabios e influencias de esta forma de interpretar la música chilena, otros como "Los Cuatro de Chile" conseguirían gran repercusión con la musicalización de los poemas de Oscar Castro, a este estilo le llamarían "folklore cultural". Otro grupo destacado serán "Los Lazos" fieles representantes del folklore patagónico.
Desprovisto tanto de la raigambre como de la evocación campesina de la música folclórica, el neofolclore fue un movimiento urbano, de fuerte contacto con el mundo de la radio y los discos. Patricio Manns y Rolando Alarcón fueron parte de esta escena antes de acercarse al credo menos impostado de la Nueva Canción. El neofolclor comenzó a declinar en popularidad a fines de la década del entrada la década del 70, pero la escuela ha seguido impulsando a conjuntos más recientes, como Santiago 4, y los propios Cuatro Cuartos siguen en funciones con una nueva formación.

## Importancia
Una de las grandes virtudes de este movimiento fue el hecho de lograr hacer ver al país que había mucho más que tonadas y cuecas, que desde Arica a Punta Arenas había un sinnúmero de ritmos y danzas que también formaban parte del folklore nacional. Este mérito sería reconocido durante el nacimiento de la Nueva Canción Chilena incluso sus protagonistas terminarían calificando al neofolklore como crucial en el rescate y puesta en valor de las tradiciones musicales chilenas.